# Salsola nollothensis
Salsola nollothensis är en amarantväxtart som beskrevs av Paul Aellen. Salsola nollothensis ingår i släktet sodaörter, och familjen amarantväxter. Inga underarter finns listade i Catalogue of Life.